# Walker Pass
De Walker Pass is een 1500 meter hoge bergpas nabij Lake Isabella in het zuiden van de Sierra Nevada. De bergpas ligt in het noordoosten van Kern County in de Amerikaanse staat Californië. De Walker Pass bevindt zich zo'n 85 km ten oostnoordoosten van Bakersfield en 16 km ten westnoordwesten van Ridgecrest.
De Walker Pass verbindt de San Joaquin Valley in het westen met de Mojavewoestijn in het oosten. Tussen Walker Pass en Tioga Pass, dat ongeveer 340 km noordwaarts ligt, is er slechts één verharde weg die automobilisten kunnen gebruiken om de Sierra Nevada over te steken, Sherman Pass. Alle wegen tussen Walker Pass en de Carson Pass, die zo'n 320 km uit elkaar liggen, zijn bovendien 's winters gesloten door hevige sneeuwval. Ook de Walker Pass sluit soms in de winter, maar door de beperkte hoogte is dat meestal voor veel kortere periodes.

## Geschiedenis
Joseph R. Walker en Garland Guthary, leden van de Bonneville-expeditie, brachten de bergpas in 1834 in kaart. Een militaire verkenningsexpeditie onder leiding van John Charles Frémont gebruikte de pas in 1845 en Frémont stelde voor hem naar Walker te noemen. In 1846 leidde Walker de eerste reeks immigranten met huifkarren over de pas. Tegenwoordig wordt de pas, die min of meer onveranderd is gebleven, overgestoken door State Route 178. Het Pacific Crest Trail, een langeafstandspad van de Mexicaanse grens tot in Canada, steekt de pas eveneens over. De bergpas is erkend als National Historic Landmark en wordt beheerd door het Bureau of Land Management.